# Ritratto di giovane con una lettera
Il Ritratto di giovane con una lettera è un dipinto a olio su tavola (85,5x66,5 cm) di Rosso Fiorentino, datato 1518 e conservato nella National Gallery di Londra.

## Storia
Vasari ricordò brevemente, nella Vita del Rosso, come di lui si potessero ammirare molti ritratti nelle dimore fiorentine, probabilmente da riferire, stando alla sequenza cronologica delle notizie descritte, a prima della sua partenza per Volterra (1521).
Il ritratto di Londra è riferito a questo gruppo ed è datato, sulla lettera che il giovane tiene in mano, 22 giugno 1518.

## Descrizione e stile
Su uno sfondo verde uniforme, un giovane benestante, a giudicare dalla costosa veste nera, sta a mezza figura di tre quarti, ruotato verso sinistra, con una lettera in mano. Indossa un cappello scuro, una camicia bianca e una vaporosa giacca, con maniche molto ampie, creanti riflessi damascati che omaggiano, indirettamente, la resa della manica nella Velata di Raffaello, modello per molta ritrattistica fiorentina di quegli anni.
I capelli sono a caschetto, gli occhi fissi ed espressivi, il naso dritto e robusto, la bocca serrata e sottile, il mento pronunciato. La fattura veloce e sfibrata delle mani conferma lo stile del giovane Rosso, così come la stesura pittorica in generale mossa e vibrante.